# Nadine Visser
Nadine Visser (ur. 9 lutego 1995 w Hoorn) – holenderska lekkoatletka, wieloboistka i płotkarka.
W 2011 zdobyła złoto olimpijskiego festiwalu młodzieży Europy w biegu na 100 metrów przez płotki i w sztafecie 4 × 100 metrów. Jedenasta zawodniczka konkursu siedmioboju podczas mistrzostw świata juniorów w Barcelonie (2012). Dwa lata później startowała na juniorskich mistrzostwach świata w Eugene, podczas których zdobyła brązowy medal w siedmioboju i w biegu na 100 metrów przez płotki. W 2015 sięgnęła po brąz młodzieżowych mistrzostw Europy w sprinterskim biegu płotkarskim. Uczestniczka mistrzostw Europy w Amsterdamie (2016) oraz halowego odpowiednika na Starym Kontynencie w Belgradzie (2017), w których wystartowała odpowiednio w biegach płotkarskich na 100 i 60 metrów. W 2017 została złotą medalistka młodzieżowych mistrzostw Europy w biegu na 100 metrów przez płotki (2017), była siódma w siedmioboju i w biegu na 100 metrów przez płotki podczas mistrzostw świata w Londynie oraz wywalczyła złoto uniwersjady w tej samej konkurencji.
Medalistka mistrzostw Holandii oraz reprezentantka kraju na drużynowych mistrzostwach Europy.

## Osiągnięcia
| Rok  | Impreza                                 | Miejsce        | Konkurencja                | Lokata      | Wynik     |
| ---- | --------------------------------------- | -------------- | -------------------------- | ----------- | --------- |
| 2011 | Olimpijski festiwal młodzieży Europy    | Trabzon        | bieg na 100 m przez płotki | 1. miejsce  | 13,28     |
| 2011 | Olimpijski festiwal młodzieży Europy    | Trabzon        | sztafeta 4 × 100 m         | 1. miejsce  | 45,93     |
| 2012 | Mistrzostwa świata juniorów             | Barcelona      | siedmiobój                 | 11. miejsce | 5447 pkt. |
| 2014 | Mistrzostwa świata juniorów             | Eugene         | bieg na 100 m przez płotki | 3. miejsce  | 12,99     |
| 2014 | Mistrzostwa świata juniorów             | Eugene         | siedmiobój                 | 3. miejsce  | 5948 pkt. |
| 2015 | Halowe mistrzostwa Europy               | Praga          | bieg na 60 m przez płotki  | półfinał    | DNF       |
| 2015 | I liga drużynowych mistrzostw Europy    | Heraklion      | bieg na 100 m przez płotki | 3. miejsce  | 13,16     |
| 2015 | I liga drużynowych mistrzostw Europy    | Heraklion      | sztafeta 4 × 100 m         | 1. miejsce  | 42,88     |
| 2015 | Młodzieżowe mistrzostwa Europy          | Tallinn        | bieg na 100 m przez płotki | 3. miejsce  | 13,01     |
| 2015 | Młodzieżowe mistrzostwa Europy          | Tallinn        | skok w dal                 | 11. miejsce | 6,16      |
| 2015 | Mistrzostwa świata                      | Pekin          | siedmiobój                 | 8. miejsce  | 6344 pkt. |
| 2016 | Mistrzostwa Europy                      | Amsterdam      | bieg na 100 m przez płotki | półfinał    | 13,25     |
| 2016 | Igrzyska olimpijskie                    | Rio de Janeiro | bieg na 100 m przez płotki | eliminacje  | 13,07     |
| 2016 | Igrzyska olimpijskie                    | Rio de Janeiro | siedmiobój                 | 19. miejsce | 6190 pkt. |
| 2017 | Halowe mistrzostwa Europy               | Belgrad        | bieg na 60 m przez płotki  | 7. miejsce  | 8,04      |
| 2017 | Młodzieżowe mistrzostwa Europy          | Bydgoszcz      | bieg na 100 m przez płotki | 1. miejsce  | 12,92w    |
| 2017 | Mistrzostwa świata                      | Londyn         | bieg na 100 m przez płotki | 7. miejsce  | 12,83     |
| 2017 | Mistrzostwa świata                      | Londyn         | siedmiobój                 | 7. miejsce  | 6370 pkt. |
| 2017 | Uniwersjada                             | Tajpej         | bieg na 100 m przez płotki | 1. miejsce  | 12,98     |
| 2018 | Halowe mistrzostwa świata               | Birmingham     | bieg na 60 m przez płotki  | 3. miejsce  | 7,84      |
| 2018 | Mistrzostwa Europy                      | Berlin         | bieg na 100 m przez płotki | 4. miejsce  | 12,88     |
| 2019 | Halowe mistrzostwa Europy               | Glasgow        | bieg na 60 m przez płotki  | 1. miejsce  | 7,87      |
| 2019 | I liga drużynowych mistrzostw Europy    | Sandnes        | bieg na 100 m przez płotki | 1. miejsce  | 12,98     |
| 2019 | Mistrzostwa świata                      | Doha           | bieg na 100 m przez płotki | 6. miejsce  | 12,66     |
| 2021 | Halowe mistrzostwa Europy               | Toruń          | bieg na 60 m przez płotki  | 1. miejsce  | 7,77      |
| 2021 | World Athletics Relays                  | Chorzów        | sztafeta 4 × 100 m         | 3. miejsce  | 44,10     |
| 2021 | Igrzyska olimpijskie                    | Tokio          | bieg na 100 m przez płotki | 5. miejsce  | 12,73     |
| 2021 | Igrzyska olimpijskie                    | Tokio          | sztafeta 4 × 100 m         | –           | DNF       |
| 2022 | Mistrzostwa świata                      | Eugene         | bieg na 100 m przez płotki | półfinał    | 12,66     |
| 2022 | Mistrzostwa Europy                      | Monachium      | bieg na 100 m przez płotki | 4. miejsce  | 12,75     |
| 2023 | Halowe mistrzostwa Europy               | Stambuł        | bieg na 60 m przez płotki  | 2. miejsce  | 7,84      |
| 2023 | I dywizja drużynowych mistrzostw Europy | Chorzów        | bieg na 100 m przez płotki | 2. miejsce  | 12,81     |
| 2023 | Mistrzostwa świata                      | Budapeszt      | bieg na 100 m przez płotki | półfinał    | 12,62     |
| 2023 | Mistrzostwa świata                      | Budapeszt      | sztafeta 4 × 100 m         | –           | DNF       |
| 2024 | Halowe mistrzostwa świata               | Glasgow        | bieg na 60 m przez płotki  | półfinał    | 8,42      |
| 2024 | Mistrzostwa Europy                      | Rzym           | bieg na 100 m przez płotki | 5. miejsce  | 12,72     |
| 2024 | Mistrzostwa Europy                      | Rzym           | sztafeta 4 × 100 m         | 3. miejsce  | 42,46     |
| 2024 | Igrzyska olimpijskie                    | Paryż          | bieg na 100 m przez płotki | 4. miejsce  | 12,43     |
| 2025 | Halowe mistrzostwa Europy               | Apeldoorn      | bieg na 60 m przez płotki  | 2. miejsce  | 7,72      |
| 2025 | Halowe mistrzostwa świata               | Nankin         | bieg na 60 m przez płotki  | 6. miejsce  | 7,76      |
| 2025 | I dywizja drużynowych mistrzostw Europy | Madryt         | bieg na 100 m przez płotki | 2. miejsce  | 12,39w    |
| 2025 | I dywizja drużynowych mistrzostw Europy | Madryt         | sztafeta 4 × 100 m         | 1. miejsce  | 42,02     |

## Rekordy życiowe
| Konkurencja                           | Wynik     | Miejsce   | Rok  | Uwagi                                                        |
| ------------------------------------- | --------- | --------- | ---- | ------------------------------------------------------------ |
| Bieg na 60 metrów przez płotki (hala) | 7,72      | Apeldoorn | 2025 | rekord Holandii, 8. wynik w historii światowej lekkoatletyki |
| Bieg na 100 metrów przez płotki       | 12,28     | Chorzów   | 2025 | rekord Holandii                                              |
| Siedmiobój                            | 6467 pkt. | Götzis    | 2015 |                                                              |